# Ниренберг, Рон
Рональд Адриан Ниренберг (англ. Ronald Adrian Nirenberg; род. 11 апреля 1977, Бостон, Массачусетс) — американский политик, мэр Сан-Антонио, штат Техас. До своего избрания Ниренберг служил членом городского совета Сан-Антонио от 8-го округа на протяжении двух сроков.
В 2013 году Ниренберг впервые был избран представлять 8-й округ городского совета Сан-Антонио. Был избран мэром в 2017 году, победив мэра Айви Тейлор, и был приведён к присяге в качестве мэра Сан-Антонио 21 июня 2017 года. В 2019 году он был переизбран с небольшим перевесом, сразившись с Грегом Брокхаусом, членом городского совета, критиковавшим его политику. На выборах мэра в 2021 году, снова против Брокхауса, Ниренберг победил с 61,89% голосов. На выборах мэра в 2023 году Ниренберг выиграл свой четвёртый и последний срок, получив по неофициальным результатам более 61% голосов.

## Ранняя жизнь и образование
Ниренберг имеет ашкеназские еврейские корни (из Польши и России) по отцовской линии и смешанное филиппинское, малайское, индийское и британское происхождение по материнской линии. Мать и отец Ниренберга познакомились, служа в Корпусе мира в Малайзии. Его дедушка и бабушка по отцовской линии иммигрировали в США до Второй мировой войны, пройдя через Эллис-Айленд. Его мать, римско-католичка и наполовину филиппинка, родилась в Пинанге, Малайзия (тогда часть колониального британского протектората Малайя). Бабушка по материнской линии была англо-индийкой, дочерью шотландского отца и индийской матери, а дедушка по материнской линии был филиппинским музыкантом, говорившим на тагальском языке, с возможными корнями на Минданао. Ниренберг, который является методистом, вырос в Остине, штат Техас.
Ниренберг учился в Тринити-университете в Сан-Антонио и закончил его с отличием, получив степень бакалавра искусств в области коммуникаций. Позднее он учился в Пенсильванском университете, где получил степень магистра искусств в области коммуникаций. После колледжа работал директором программы в Центре общественной политики Анненберга в Филадельфии, штат Пенсильвания, и занимал должность генерального менеджера на радио KRTU-FM в Тринити-университете.

## Избирательная история

#### Выборы в городской совет Сан-Антонио 2013 года, округ 8
В своей предвыборной кампании 2013 года за 8-й округ городского совета Сан-Антонио Ниренберг считался недостаточно финансируемым кандидатом, которому вряд ли удастся победить, и он бросил вызов хорошо финансируемому кандидату от истеблишмента Роландо Брионесу. Ниренберг проводил кампанию на основе волонтеров, в которой в основном участвовали студенты и недавние выпускники колледжей. Тем не менее, Ниренберг одержал победу, набрав почти 55% голосов во втором туре выборов.

#### Выборы мэра Сан-Антонио 2017 года
10 декабря 2016 года Ниренберг стал главным претендентом на пост мэра Сан-Антонио, занятый Айви Тейлор. 6 мая 2017 года состоялся первый тур голосования, ни один из кандидатов не набрал необходимого большинства в 50%. Ниренберг и Тейлор получили наибольшее количество голосов и вышли во второй тур, состоявшийся 10 июня 2017 года. Хотя в первом туре Ниренберг отставал от Тейлор, он одержал победу во втором туре с результатом 54,59% против 45,41%. Таким образом, Ниренберг стал первым человеком за двадцать лет, победившим действующего мэра Сан-Антонио, который стремился к переизбранию.

#### Выборы мэра Сан-Антонио 2019 года
29 января 2019 года Ниренберг объявил о своем намерении баллотироваться на переизбрание. Его главным соперником был Грег Брокхаус, член городского совета Сан-Антонио, также занявший должность в 2017 году и часто критиковавший платформу Ниренберга. Выборы были назначены на 4 мая 2019 года, но ни один из кандидатов не набрал большинства, поэтому второй тур состоялся 8 июня. Во втором туре Ниренберг был переизбран на второй срок, победив Брокхауса с результатом 51,11% против 48,89%.

#### Выборы мэра Сан-Антонио 2021 года
22 января 2021 года Ниренберг объявил о своем намерении баллотироваться на третий срок. Выборы состоялись 1 мая 2021 года. Из-за близкого второго тура в 2019 году между Ниренбергом и Брокхаусом они считались двумя главными претендентами на выборах. Ниренберг выиграл третий срок с результатом 61,89% голосов, в то время как Брокхаус получил 31,26%.

#### Выборы мэра Сан-Антонио 2023 года
26 января 2023 года Ниренберг объявил о своем намерении баллотироваться на четвертый срок. Из-за ограничения по срокам, если бы Ниренберг выиграл, это был бы его последний срок. Ниренберг столкнулся с минимальной оппозицией и ожидалось, что он победит на выборах. 6 мая 2023 года состоялись выборы, и Ниренберг был переизбран, получив более 61% голосов по неофициальным результатам.

## В должности мэра

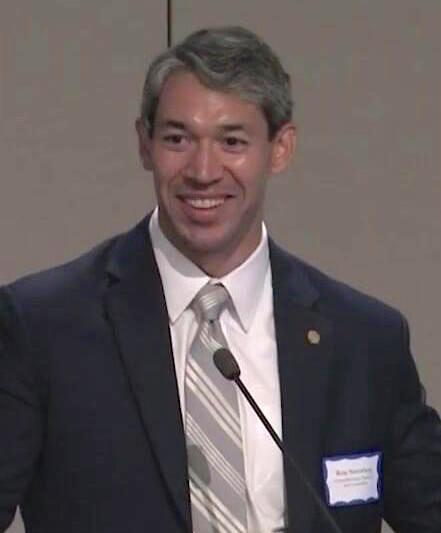
Нирнберг в качестве кандидата на должность мэра в 2015 году

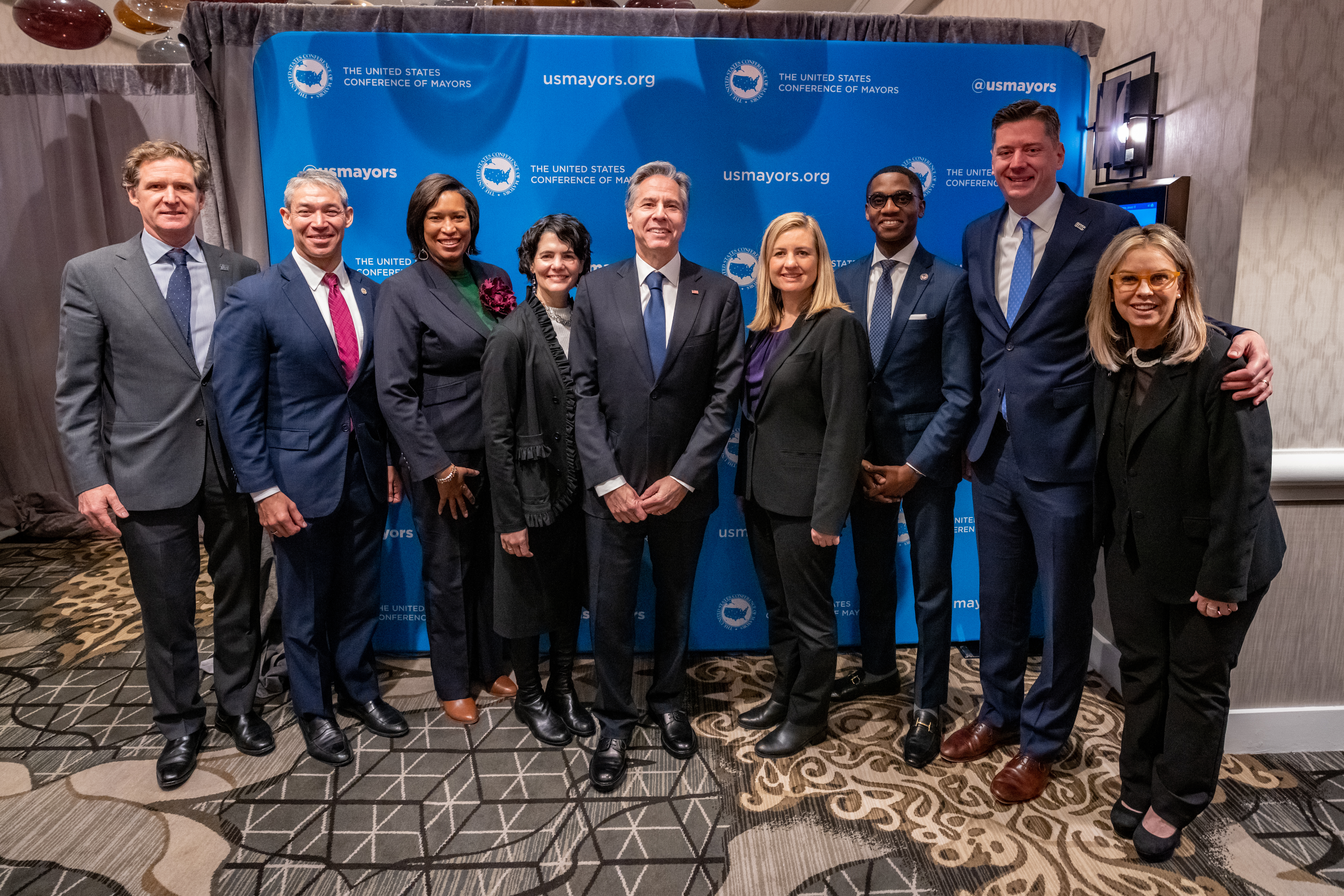
Ниренберг (второй слева) с Государственным секретарём Энтони Блинкеном на Конференции мэров США 2023 года

Хотя Ниренберг идентифицирует себя как независимый кандидат и баллотировался на пост как беспартийный политик, его описывали как идеологически прогрессивного.
В 2013 году Ниренберг поддержал городской закон, запрещающий дискриминацию по признаку гендерной идентичности и сексуальной ориентации. Тейлор, тогда также член городского совета, проголосовала против этого закона. Тейлор также выступала против подачи иска города против нового государственного закона, определяющего уголовное преступление для муниципальных чиновников, которые отказываются сотрудничать с федеральными властями в борьбе с незаконной иммиграцией. Этот закон, подписанный губернатором Грегом Эбботтом, был направлен против движения за города-убежища. Ниренберг, напротив, поддержал иск. В качестве избранного мэра Ниренберг призвал городской совет поддержать Парижское соглашение по климату, несмотря на то, что президент США Дональд Трамп объявил о планах вывести Соединённые Штаты из этого соглашения. Городской совет Сан-Антонио одобрил резолюцию о подписании Парижского соглашения на следующий день после выборов Ниренберга, а в ноябре 2017 года городской совет утвердил создание Плана действий по климату и адаптации. Это привело к тому, что Сан-Антонио стал одним из 25 городов, удостоенных гранта American Cities Climate Challenge в 2019 году от Майкла Блумберга.
В 2019 году Ниренберг поддержал и защитил решение о выводе ресторана Chick-fil-A из договора о концессии в международном аэропорту Сан-Антонио, сославшись на конфликт с позицией компании против прав ЛГБТ и то, что закрытие ресторана по воскресеньям из религиозных соображений нанесёт ущерб доходам. Это решение вызвало споры и национальное осуждение со стороны консерваторов. Член совета Грег Брокхаус выступил против этого решения и призвал к повторному голосованию, но оно было отклонено. Генеральный прокурор Техаса Кен Пакстон позже начал расследование действий Ниренберга и городского совета Сан-Антонио, заявив, что это решение нарушает законы Техаса, Конституцию США и даже этический кодекс самого Сан-Антонио. Федеральное управление гражданской авиации (FAA) также начало расследование по этому делу. 10 июня 2019 года губернатор Техаса Грег Эбботт подписал в законопроект Сената № 1978, известный как "Save Chick-fil-A Bill", который запрещает местным властям принимать неблагоприятные меры против компаний или лиц на основании их религиозных убеждений.
18 марта 2020 года Ниренберг издал приказ о временном закрытии всех несущественных предприятий в ответ на пандемию COVID-19, сделав Сан-Антонио последним крупным городом в Техасе, который принял такие меры. В 2021 году Ниренберг критиковал решение губернатора Техаса Грега Эбботта о снятии ограничений, связанных с COVID-19, и запрете местным властям вводить собственные меры, заявив, что губернатор демонстрирует "беспечное отношение к жизни". Город Сан-Антонио под руководством Ниренберга и округ Бексар подали иск в суд округа Бексар, чтобы временно заблокировать исполнительный указ Эбботта, запрещающий местные мандаты. Судья округа Бэр издал временный запрет на указ Эбботта, восстанавливая мандат Ниренберга на ношение масок; решение, которое он приветствовал. Верховный суд Техаса позже заблокировал мандат Ниренберга на ношение масок.
Ниренберг курировал реализацию двух отдельных программ профессиональной подготовки. В 2020 году он запустил программу Train for Jobs SA, финансируемую в размере 65 миллионов долларов из бюджета города Сан-Антонио. К концу 2021 года 888 участников программы Train for Jobs были трудоустроены. Ее преемник, программа Ready to Work, финансируемая за счет налога с продаж, действует с 2021 года и к апрелю 2024 года трудоустроила 665 участников программы. В своем выступлении о состоянии города в 2024 году Ниренберг заявил, что реализация этой программы создаёт "согласованную экосистему развития рабочей силы в масштабе, не имеющем аналогов в истории нашего города".
По завершении своего четвертого срока Ниренберг, как ожидается, станет одним из самых долгослужащих мэров Сан-Антонио и самым долгослужащим со времен мэра Генри Сиснероса, покинувшего пост в 1989 году.

## Личная жизнь
Ниренберг женился на Эрике Проспер в 2001 году. Эрика является директором по исследованию потребительских предпочтений в компании H-E-B. У пары есть один сын.